# Війна у 140 знаках
«Війна у 140 знаках: як соціальні медіа змінюють конфлікт у XXI столітті» (англ. War in 140 Characters: How Social Media Is Reshaping Conflict in the Twenty-First Century) — книжка письменника Дейвида Патрикаракоса, видана 2017 року. Автор розглядає російсько-українську війну, а також аналізує війну Ізраїлю 2014 року проти ХАМАСу, операцію «Непорушна скеля» та ІДІЛ, щоб описати дедалі більшу роль соціальних мереж у сучасному конфлікті. Можливість екранізації книги розглядав лауреат трьох премій «Оскар» Анґус Волл.

## Синопсис
Патрикаракос визначає «новий тип „воїнів“ у конфлікті двадцять першого століття — могутніх, глобально пов'язаних людей», яких означує як «homo digitalis». Серед них — журналіст-розслідувач Еліот Гіґґінс із Bellingcat, про якого йдеться у двох розділах книжки.

## Критика
Міжнародна преса дала багато оцінок книжці Патрикаракоса, зокрема в The Times Бен Джуда написав, що «Війна у 140 знаках має бути обов'язковою для прочитання в Сандгерсті». У військовій сфері «Війну в 140 знаках» було внесено до списку літератури для найбільшої безпекової конференції у світі — ⁣Мюнхенської конференції з безпеки, і Королівського центру ВПС Великої Британії з вивчення повітряних сил, а адмірал Фоґґо під час засідання Атлантичної ради в жовтні 2018 року виділив її як важливу для прочитання. У січні 2018 року майбутній Голова Комітету начальників штабів Великої Британії Нік Картер завершив свою першу велику політичну промову в Королівському Об'єднаному інституті оборонних досліджень, закликавши 77-му бригаду взяти до уваги уроки з книжки Патрикаракоса.

## Переклади українською
- Дейвид Патрикаракос. Війна у 140 знаках. Як соціальні медіа змінюють конфлікти у XXI столітті. — Київ : Yakaboo Publishing, 2019. — 352 с. — ISBN 978-617-7544-18-9.

### Рецензії
- Війна в 140 знаках. Чому пости і твіти можуть поранити не гірше куль
- Офіцери словникового запасу: чи може один твіт вплинути на хід війни
- «Війна у 140 знаках». Уривок із книжки Девіда Патрикаракоса про катастрофу МН17
- https://www.amazon.co.uk/War-140-Characters-Reshaping-Twenty-First/dp/046509614X